# جرمی لین
جرمی شو هو لین (به انگلیسی: Jeremy Shu-How Lin) (متولد ۲۳ اوت ۱۹۸۸) بازیکن حرفه‌ای بسکتبال در تیم هیوستون راکتس می‌باشد. وی که در سال ۲۰۱۱ بازیکن ذخیره در تیم نیویورک نیکس بود در یک اقدامی مقتدرانه باعث ایجاد روندی شد که هیچ‌کس انتظار نداشت و ظهوری فعال در مسابقات فصل ان بی ای از خود نشان داد. نیویورک نیکس در ۱۳ بازی از ۱۱ بازی رو باخت اما به واسطه جرمی لین در هفت بازی پشت‌سر هم باعث برد نیویورک نیکس شد. او که تنها ۲۳ سال دارد در پنج مسابقه اول که به عنوان بازیکن اصلی وارد زمین شد ۱۳۶ امتیاز گرفت و ۴۴ پاس منجر به گل داد که این امر یک رکورد در ان‌بی‌ای محسوب شد و حتی ارزش سهام شرکت صاحب نیویورک نیکس تا ۱۰ درصد افزایش پیدا کرد. اما وی در سال ۲۰۱۲ توسط تیم هیوستون راکتس در زارای مبلغی هنگفت انتخاب شد و به این تیم پیوست.